# Bergneustadt
Bergneustadt är en stad i Oberbergischer Kreis i Regierungsbezirk Köln i förbundslandet Nordrhein-Westfalen i Tyskland.